# Talla (impuesto)

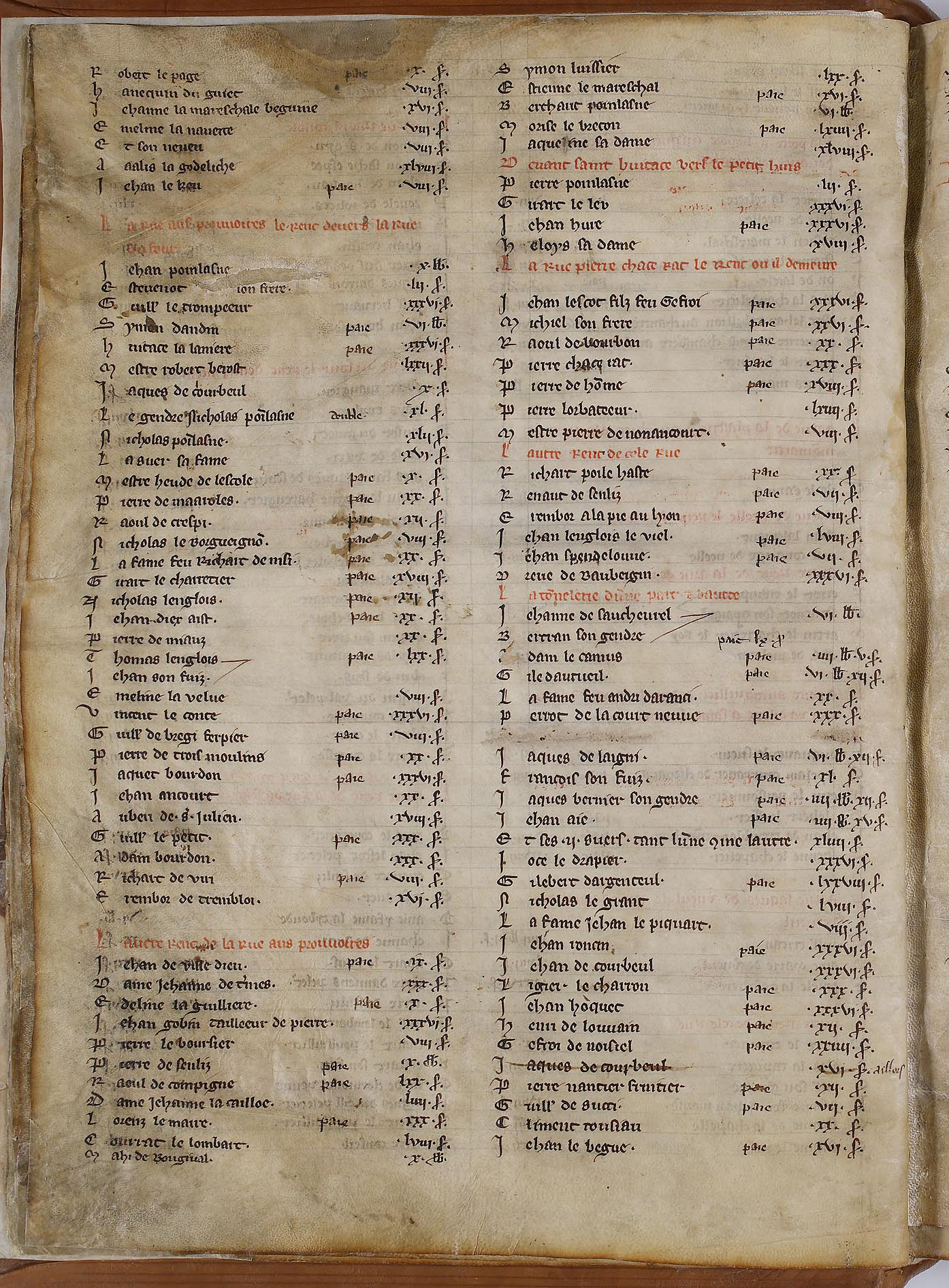
Hoja de pagos de tallas del.

La talla (taille en francés) es un impuesto directo y personal del Antiguo Régimen en Francia. El proceso de imposición se denomina tallación.
El nombre proviene de la antigua costumbre de contabilizar las entregas de dinero tallando muescas sobre palos (palo tallado), que se entregaban para certificar el pago. Esta manera de contabilizar es un vestigio de los tiempos prehistóricos. En Inglaterra perduró hasta 1826.
La talla es convertida en un impuesto anual y permanente en 1439, durante la Guerra de los Cien Años, y es pensada en un principio para colaborar al coste de la defensa militar del reino. Era muy regresiva, al estar exentos los privilegiados, la parte más rica de la sociedad. No pagaban la talla ni la nobleza (que pagaba el llamado "impuesto de sangre"), ni el clero (que pagaba a partir de finales del XVII el don gratuit, una contribución voluntaria), ni tampoco muchas ciudades de las que la Monarquía había querido asegurarse la fidelidad en tiempos de guerras. Bretaña estaba exenta en virtud de las condiciones de su acuerdo de adhesión al reino de Francia.
A partir de la segunda mitad del siglo XI, la talla es cobrada por el señor feudal para sufragar los gastos de mantenimiento del señorío. A cambio el señor se compromete a asegurar la protección de sus siervos y campesinos contra bandidos y ejércitos enemigos. En el siglo XVI, la talla pasa a ser recaudada directamente por el Estado a través de unos intendentes nombrados por cada parroquia o por asambleas de campesinos en las aldeas. Estos recaudadores locales son sustituidos, nada más empezar el siglo XVII, por una red nacional de recaudación de impuestos compuesta de oficiales enviados por la administración de la Hacienda real. Tanto éstos como los anteriores respondían con su fortuna y sus bienes de la cantidad estipulada a recaudar, por lo que ejercían presiones a menudo violentas sobre los contribuyentes para asegurarse del pago.
El importe total de la talla que era necesario recaudar cada año se decidía arbitrariamente según las necesidades del señor y luego de la tesorería del Rey. La suma de los impuestos cobrados individualmente tenía por lo tanto que ajustarse a esa cantidad preestablecida. La tallación operaba sobre la base del "hogar" (feu: fuego), entendido como el hogar de la chimenea que simbolizaba el hogar de cada familia; solía comprender al padre de familia y a sus hijos.
La talla se calculaba de dos maneras según las provincias:
- en los "países de Estado", era exclusivamente un impuesto sobre el valor de los bienes inmuebles. Este valor era estimado sobre la base de un catastro rudimentario llamado compoix.
- en los "países de elección", los recaudadores del impuesto, de acuerdo con los representantes de la comunidad local, hacían una estimación del valor presumido de todos los bienes e ingresos de cada familia.

En el campo, no se tenían en cuenta los años de malas cosechas debido a las inclemencias del tiempo, ni si la cosecha había sido robada por compañías de bandidos o por compañías de soldados. No se tenían tampoco en cuenta las frecuentes guerras que devastaban los campos y paralizaban la actividad comercial de los pueblos y de las ciudades. Por otro lado, el rey tenía la potestad de exentar de talla a las personas no nobles que ocupaban cargos relevantes, como los oficios relacionados con las finanzas, la justicia o la administración municipal. Los miembros de la burguesía rica también solían obtener este privilegio del rey, por lo que el peso de la talla incumbía en gran medida al campesinado.
Bajo el reinado de Enrique IV de Francia, la talla representaba alrededor del 60% de los ingresos del Estado. Bajo Luis XIV sólo suponía el 25 % porque se habían multiplicado los impuestos indirectos y los impuestos al consumo. A partir de 1695, se instauró un impuesto per cápita, la capitación, que se añadió a la talla y demás impuestos reales y feudales. La Noche del 4 de agosto de 1789, la primera Asamblea Constituyente de la Revolución Francesa abolió los privilegios y estableció la igualdad de todos los franceses ante los impuestos.
En la España del Antiguo Régimen había impuestos semejantes, a los que contribuían sólo los pecheros.